# Odocoileus
Odocoileus es un género de mamíferos artiodáctilos de la familia Cervidae. Son endémicos de la mitad oeste de América del Norte, América Central y norte de Sudamérica, por todo Colombia hasta Perú y Bolivia.

## Especies
Se reconocen dos especies y muchas subespecies:
- Odocoileus hemionus
  - O. h. hemionus Rafinesque, 1817. Montañas Rocosas desde Yukón a Texas y Nuevo México
  - O. h. californicus Caton, 1876. California central
  - O. h. cerrosensis Merriam, 1898. Nuevo México e isla Cedros
  - O. h. columbianus Richardson, 1829. Región costera desde la Columbia Británica hasta California central
  - O. h. eremicus Mearns, 1897. Arizona y Nuevo México
  - O. h. fuliginatus Cowan, 1933. Sur de California y noroeste de México incluyendo el norte de Baja California
  - O. h. inyoensis
  - O. h. peninsulae Lydekker, 1898. Sur de Baja California
  - O. h. sheldoni
  - O. h. sitkensis Merriam1898. Zona costera en el sur de Alaska

Estudios de ADN mitocondrial han revelado que esta especie está compuesta por dos grandes grupos separados hace 18 000 años en la última glaciación. El grupo que quedó en la zona costera pacífica noroccidental perdió gran diversidad genética. Mientras que el otro grupo quedó aislado en varios núcleos al sur, y recolonizó después toda la zona oriental y la zona costera pácifica meridional de su actual distribución.
- Odocoileus virginianus
  - O. v. virginianus Zimmermann, 1780. Desde Virginia a Misisipi y Georgia
  - O. v. acapulcensis Caton, 1877. Zona costera del sur y centro de México
  - O. v. borealis Miller, 1900. Alrededor de la frontera oriental entre Estados Unidos y Canadá
  - O. v. cariacou Bodaert, 1784. Guayana francesa y Noreste de Brasil
  - O. v. carminis Goldman & Kellogg, 1940. Norte de México
  - O. v. chiriquensis J. A. Allen, 1910. Panamá
  - O. v. clavium Barbour y J, A. Allen, 1922. Sureste de Estados Unidos
  - O. v. couesi Coues y Yarrow, 1875. Desde Nevada hasta el noroeste de México
  - O. v. curassavicus Hummelinck, 1940. Antillas Menores
  - O. v. dacotensis Goldman & Kellogg, 1940. De la Columbia Británica y Alberta a Colorado y Dakota del Sur
  - O. v. goudotii Gay y Gervais, 1846. Centro y este de Colombia, este de Venezuela, oeste de Ecuador y norte de Perú
  - O. v. gymnotis Wiegmann, 1833. Desde el este de Venezuela a Surinam
  - O. v. hiltonensis Goldman & Kellogg, 1940. Sureste de Estados Unidos
  - O. v. leucurus Douglas, 1829. Noroeste de Estados Unidos
  - O. v. macrourus Rafinesque, 1817. Desde el sur de Minesota al centro de Luisiana
  - O. v. margaritae Osgood, 1910. Margarita, Venezuela
  - O. v. mcilhennyi F. W. Miller, 1928. Sur de Estados Unidos
  - O. v. mexicanus Gmelin, 1788. Centro de México
  - O. v. miquihuanensis Goldman & Kellogg, 1940. Norte y centro de México
  - O. v. nelsoni Merriam, 1898. Sur de México y Guatemala
  - O. v. nemoralis
  - O. v. nigribarbis Goldman & Kellogg, 1940. Sureste de Estados Unidos
  - O. v. oaxacensis Goldman & Kellogg, 1940. Sur de México
  - O. v. ochrourus Bailey, 1932. Suroeste de Canadá y noroeste de Estados Unidos, interior de Washington y Oregón hasta el oeste de Wyoming
  - O. v. osceola Bangs, 1896. Sureste de Estados Unidos
  - O. v. peruvianus Gray, 1874. Perú y noroeste de Bolivia
  - O. v. rothschildi Thomas, 1902. Isla Coiba, Panamá
  - O. v. seminolus Goldman & Kellogg, 1940. Sureste de Estados Unidos
  - O. v. sinaloae J. A. Allen, 1903. Centro y oeste de México
  - O. v. taurinsulae Goldman & Kellogg, 1940. Este de Estados Unidos
  - O. v. texanus Mearns, 1898. Centro de Estados Unidos, de Nebraska a Nuevo México y Texas
  - O. v. thomasi Merriam, 1898. Sureste de México y Guatemala
  - O. v. toltecus Saussure, 1860. Sur de México
  - O. v. tropicalis Cabrera, 1918. Zona costera de Colombia y Ecuador
  - O. v. ustus Trouesart, 1910. Interior de Ecuador
  - O. v. venatorius Goldman & Kellogg, 1940. Este de Estados Unidos
  - O. v. veraecrucis Goldman & Kellogg, 1940. Noroeste de México
  - O. v. yucatanensis Hays, 1872. Sureste de México

La sistemática de este género no es satisfactoria y necesita una profunda revisión, según algunos autores.